# Marek Rodák
Marek Rodák, född 13 december 1996, är en slovakisk fotbollsmålvakt.

## Karriär
I januari 2017 lånades Rodák ut till Accrington Stanley på ett låneavtal över resten av säsongen 2016/2017. Han debuterade i English Football League den 14 januari 2017 i en 0–3-förlust mot Cheltenham Town.
I augusti 2017 lånades Rodák ut till Rotherham United på ett låneavtal över säsongen 2017/2018. I juli 2018 lånades han ut på nytt till Rotherham United, denna gång på ett låneavtal över säsongen 2018/2019.